# 海老沢泰久
海老沢 泰久（えびさわ やすひさ、1950年1月22日 - 2009年8月13日）は、日本の小説家、ノンフィクション作家。

## 人物
茨城県真壁郡真壁町（現在の桜川市）酒寄出身。茨城県立下妻第一高等学校、國學院大學文学部卒業。國學院大學折口博士記念古代研究所に勤務し岡野弘彦に師事した。1974年に『乱』で小説新潮新人賞を受賞してデビュー。1979年、ヤクルトの監督として優勝を成し遂げた広岡達朗をモデルにした『監督』を初の著書として上梓、話題を呼んだ。
1988年にホンダF1（第1期 - 第2期前半）を取り上げたノンフィクション『F1地上の夢』で新田次郎文学賞を受賞。1994年には『帰郷』で第111回直木賞を受賞した。
『F1地上の夢』以外にも、全日本F2選手権を題材とした小説『F2グランプリ』（1981年）、中嶋悟のF1デビュー年を追ったノンフィクション『F1走る魂』（1988年）など、また野球、ゴルフなどスポーツ関係のノンフィクションが多い。
2009年8月13日、十二指腸癌のため死去した。1995年10月から亡くなる直前まで東京中日スポーツのコラム「セブンアイ」（2008年3月より「セブンデイズ」に改題）で木曜日を担当しており、同年8月6日付のコラムが最後となった。

## 著書
- 監督 新潮社 1979 のち文庫、文春文庫
- F2グランプリ 新潮社 1981.11 のち文庫、文春文庫
- 球界裏の攻防 もうひとつのプロ野球 スポーツ・ノンフィクション 朝日新聞社 1983「球界裏の演出者たち」と改題、文庫
- スーパースター 文藝春秋 1983 のち文庫
- みんなジャイアンツを愛していた 新潮社 1983 のち文庫、文春文庫
- さびしい東京 講談社 1984 改題「さびしい恋人」文庫
- ただ栄光のために 堀内恒夫物語 新潮文庫 1985 のち文春文庫
- 空を飛んだオッチ 角川書店 1985 のち文庫
- 二重唱 集英社 1986 のち文春文庫
- F1地上の夢 朝日新聞社 1987 週刊朝日連載後、一部加筆の上発売。のち文庫
- F1走る魂 文藝春秋 1988 スポーツグラフィック　ナンバー連載後、発売。のち文庫
- 夏の休暇 朝日新聞社 1989 のち文庫
- 孤立無援の名誉 講談社 1989 のち文庫
- 美味礼讃 文藝春秋 1992 のち文庫
- ヴェテラン 文藝春秋 1992 のち文庫
- 帰郷 文藝春秋 1994 のち文庫
- 快適な日々 早川書房 1994
- 廃墟 福武書店 1994
- 星と月の夜 集英社 1995 のち文庫
- 満月空に満月 文藝春秋 1995 のち文庫
- 人はなぜバーテンダーになるか ティビーエス・ブリタニカ 1996
- これならわかるパソコンが動く NECクリエイティブ 1997[2]
- 愚か者の舟 文藝春秋 1998
- 男ともだち 講談社 1998
- ゴルフが好き 岡本綾子の生き方 毎日新聞社 1999
- オーケイ。 文藝春秋 2000
- 暗黙のルール 新潮社 2000
- ぼくの好きなゴルフ 朝日新聞社 2001 のち文庫
- 巨人がプロ野球をダメにした 講談社+α文庫 2001
- 「読売巨人軍」の大罪 講談社+α文庫 2002
- 青い空 幕末キリシタン類族伝　文藝春秋 2004　のち文庫
- サルビアの記憶 文藝春秋 2006
- 彼女の哲学 光文社 2007
- 無用庵隠居修行 文藝春秋 2008
- ふたりのプロフェッショナル ランダムハウス講談社文庫 2008
- ぼくたちのスコットランド紀行 ランダムハウス講談社文庫 2009
- プロ野球が殺される　文春文庫オリジナル、2009